# Паранам

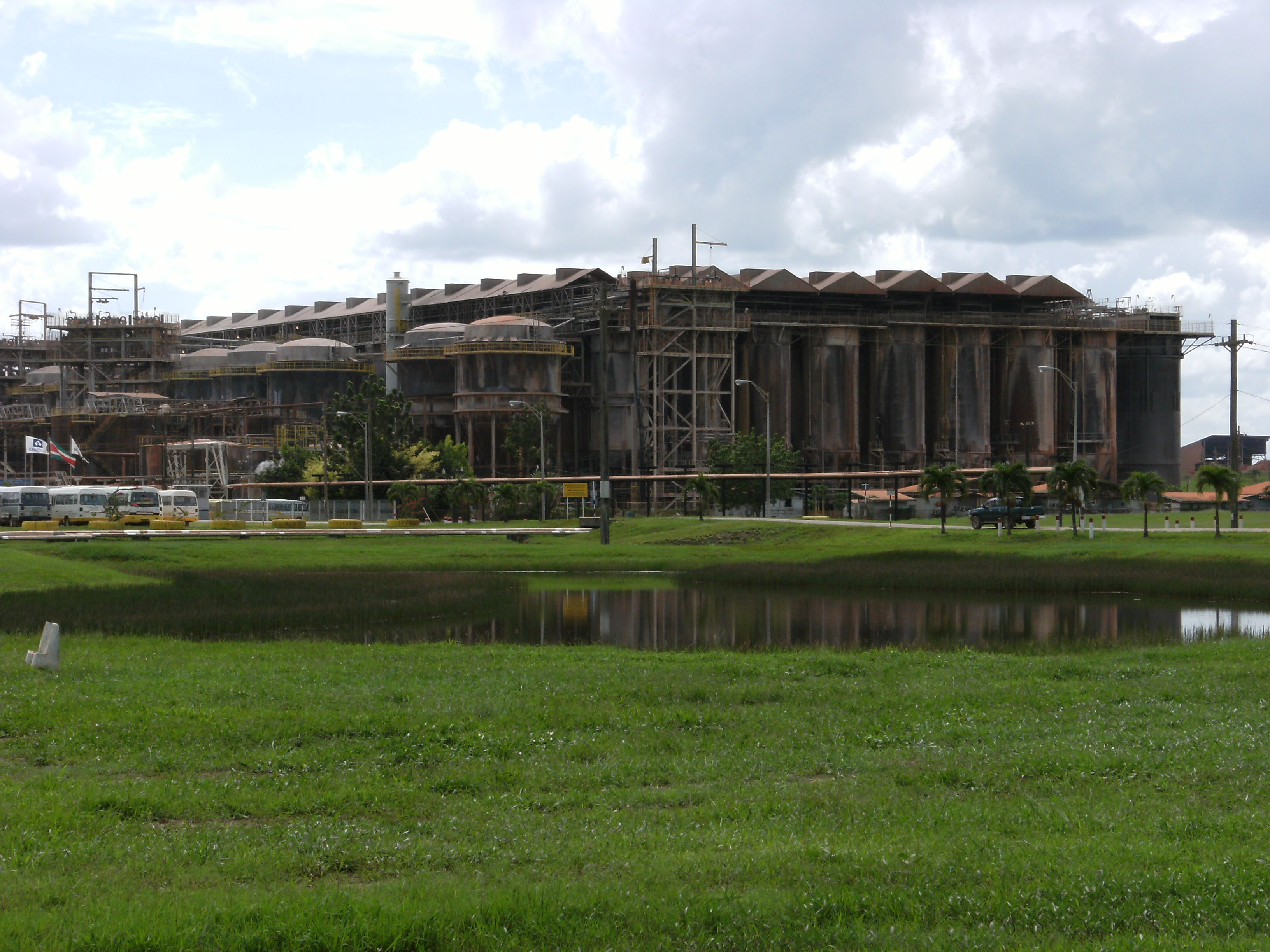
Алюминиевый завод в Паранаме

Паранам (нидерл. Paranam) — город на северо-востоке Суринама, расположенной в прибрежной зоне округа Пара. По статистическим данным на 1977 год население составляло 1800 чел. Город является промышленным центром республики.

## История
Город был построен в 1938 году, после того как в округе Пара были обнаружены залежи бокситов. Во время второй мировой войны для охраны суринамских рудников от вторжения из Французской Гвианы из США были переброшены 2000 американских солдат и 73 танка. В дальнейшем охрана рудников была переложена на силы милиции Суринама и Колониальных войск Нидерландов. Паранамская шахта начала свою деятельность в 1941 году.
В 60-х годах в Паранаме был построен алюминиевый завод, объем производства которого составлял 1,7 млн тонн в год.
3 января 2017 года владельцы завода объявили о его закрытии.

## Описание
Город Паранам находится на слиянии рек Пара и Суринам. Глубина реки Суринам здесь такая большая, что позволяет заходить в порт океанским судам.
В городе есть многоквартирные дома, магазины розничной торговли, спортивные сооружения (в том числе бассейн) и больница. Для обеспечения алюминиевого завода электричеством от ГЭС в Брокопондо проложена 70 километровая высоковольтная линия электропередач.